# George du Maurier
George du Maurier, nato George Louis Palmella Busson du Maurier (Parigi, 6 marzo 1834 – Londra, 8 ottobre 1896), è stato un illustratore e scrittore inglese.

## Biografia
Figlio di padre francese, Louis-Mathurin Busson du Maurier, e madre inglese, Ellen Clarke, praticò il proprio apprendistato artistico a Parigi presso lo studio di Charles Gleyre (1856-7), tra i cui allievi vi furono artisti come Monet, Renoir, Sisley, Poynter e Whistler.
Nel 1857 improvvisamente perse la vista da un occhio e ciò lo persuase ad abbandonare la pittura e rivolgersi all'illustrazione. 
Illustrò diversi libri, ma è noto soprattutto per il suo lavoro per la rivista satirica  Punch. Dopo la morte di John Leech nel 1864, divenne il principale vignettista sociale delle riviste britanniche e sono degne di nota le sue satire sullo snobismo e l'ambizione artistica di personaggi come Mrs Cimabue Brown.
Tuttavia, verso il 1880 la sua opera perse, momentaneamente, qualità (in parte perché stanco della routine e in parte per lo sforzo a cui costringeva la sua vista limitata). Aveva iniziato a dedicarsi alla scrittura componendo versi umoristici verso il 1860, e negli ultimi anni divenne un romanziere di successo. Il più noto dei suoi tre romanzi, che illustrò tutti lui stesso, è Trilby (1894), che richiama la sua esperienza di studente d'arte a Parigi; uno dei principali personaggi è basato sulla figura di Fred Walker. Nel 1891  pubblicava uno dei libri più veridici, opera d'arte mirabile cui rende omaggio André Breton qual vertice della sua idea di Surrealismo; e Henry Hathaway diffonde in ogni parte del mondo con un film straordinario: Peter Ibbetson ovvero Sogno di Prigioniero.  
Suo figlio Sir Gerald du Maurier fu un noto manager di attori; fu il nonno della scrittrice Dame Daphne du Maurier.

## Opere
- Peter Ibbetson (1891)
- Trilby (1894), Trilby, Gallucci, 12 aprile 2024
- The Martian (1897)